# Barbara Marten
Barbara Marten (Leeds, 3 januari 1947) is een Britse actrice.

## Biografie
Marten ging in haar tienerjaren naar een toneelschool omdat zij toen actrice wilde worden. Toch studeerde zij af als lerares en gaf voor twee jaar les voordat zij toch besloot om haar droom als actrice uit te laten komen. Zij werd lid van een theatergezelschap in Coventry, en later van een theatergezelschap in Doncaster waarmee zij een tournee maakte door Yorkshire.
Marten begon in 1985 met acteren voor televisie in de televisieserie The Practice, waarna zij nog meerdere rollen speelde in televisieseries en films. Zij is onder andere bekend van haar rol als Eve Montgomery in de televisieserie Casualty, waar zij in 38 afleveringen speelde (1997-1999).

## Filmografie

### Films
- 2022 The Twin - als Helen
- 2020 The Turning - als mrs. Grose
- 2019 Making Noise Quietly - als May
- 2015 Hamlet - als Gertrude
- 2010 Oranges and Sunshine - als Mary
- 2010 Capture Anthologies: Fables & Fairytales - als Margaret Travis
- 2008 Florence Nightingale - als mrs. Nightingale
- 2005 Faith - als Doreen
- 2004 Between Two Women - als Ellen Hardy
- 2003 The Debt - als Gwen Dresner
- 2003 In Search of the Brontës - als Tabitha Aykroyd
- 2002 Flesh and Blood - als Barbara
- 2002 A Is for Acid - als Emily Haigh
- 1996 Goodbye My Love - als Jean Humphry
- 1990 Shoot to Kill - als Stella Stalker
- 1989 The Fifteen Streets - als Hannah Kelly
- 1987 A Month in the Country - als mrs. Sykes

### Televisieseries
Uitgezonderd eenmalige gastrollen.
- 2022 The Devil's Hour - als Sylvia - 3 afl.
- 2021 A Discovery of Witches - als koningin Elizabeth - 2 afl.
- 2019 Sanctuary - als Margot - 8 afl.
- 2019 Riviera - als Edith Moreau - 2 afl.
- 2018 Mrs Wilson - als mrs. McKelvie - 2 afl.
- 2013-2014 The Mill - als Hannah Greg - 10 afl.
- 2012 Kidnap and Ransom - als Janet Taylor - 3 afl.
- 2012 Public Enemies - als Kathy Whiteley - 3 afl.
- 2009 Waking the Dead - als Penny Cain - 2 afl.
- 2007 Dalziel and Pascoe - als Louise Roach - 2 afl.
- 2006 Goldplated - als Beth White - 8 afl.
- 2006 Silent Witness - als Mary Duncan - 3 afl.
- 2003-2006 The Bill - als Laura Meadows - 10 afl.
- 2005 EastEnders - als DS Haydon - 7 afl.
- 2000-2002 Fat Friends - als Liz Ashburn - 3 afl.
- 1997-1999 Casualty - als Eve Montgomery - 38 afl.
- 1995 Band of Gold - als mrs. Richards - 3 afl.
- 1993-1995 Harry - als Rita Salter - 15 afl.
- 1993 Love and Reason - als Mel Lynch - 3 afl.
- 1985-1989 Brookside - als Margaret Jefferson - 4 afl.
- 1985 The Practice - als Barbara Quinn - 4 afl.